# Informer
Nezavisne dnevne novine Informer su provladine tabloidne dnevne novine koje izlaze u Srbiji od 2012. godine. Pokrenute su nedugo nakon parlamentarnih izbora na kojima je pobjedu odnijela Srpska napredna stranka (SNS). U roku od nekoliko mjeseci dostigle su rekordnu nakladu.
Poznate su po političkoj pristranosti u korist vladajuće Srpske napredne stranke kao i po objavljivanju lažnih vijesti i dezinformacija, uz vrijeđanje i diskreditiranje političkih protivnika Aleksandra Vučića. U sadržaju novina dominiraju bombastični i senzacionalistički članci koji najčešće predstavljaju Vučića kao moćnu osobu, koja je pod stalnim napadima. Također, novine odlikuje i sadržaj antieuropskih i ratnohuškačkih izveštaja.
U siječnju 2019. godine EU vs Disinformation  Arhivirana inačica izvorne stranice od 6. prosinca 2017. (Wayback Machine) objavio je da je Informer u 2018. godini bio jedan od vodećih srpskih tabloida u objavljivanju lažnih vijesti i širenju huškačke ratne retorike.  
Godine 2020. Twitter je ukinuo 8.500 lažnih suradničkih računa preko kojih je objavljeno 43 milijuna poruka potpore vladajućem režimu u Srbiji, uglavnom prosljeđivanjem sadržaja s mrežnih stranica tabloida Informer.